# Pêche minotière

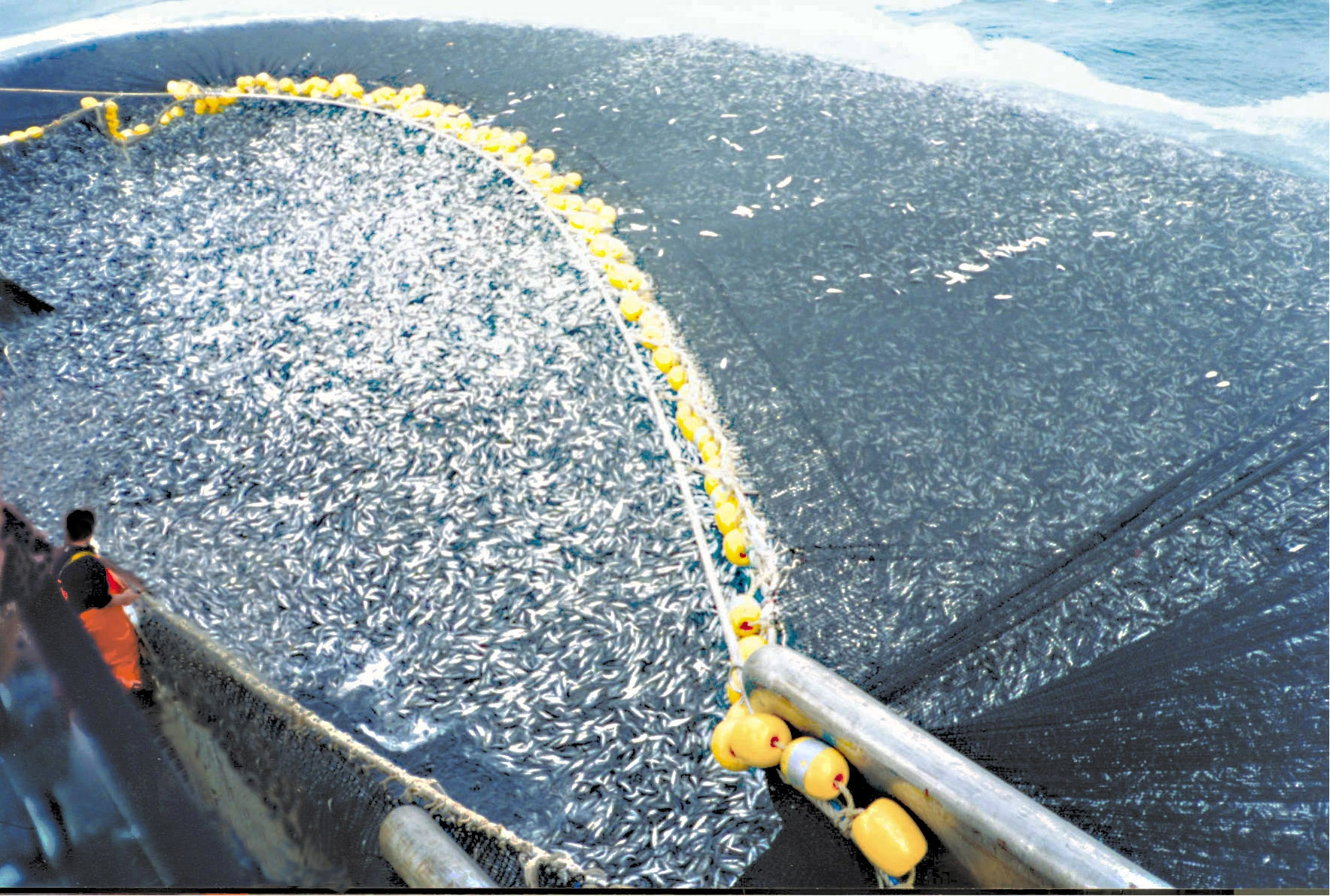
Environ 360 tonnes de chinchard du Chili dans les filets d'un navire chilien.

La pêche minotière est une pêche industrielle intensive destinée à alimenter les filières industrielles par des petits poissons pélagiques de faible valeur commerciale, que l'on transformera en farines et huiles de poisson principalement pour l'aquaculture (qui compense l'effondrement des stocks de poissons sauvages d'intérêt commercial), l'aviculture (poule domestique) et l'élevage porcin, et secondairement pour d'autres types de nourritures animales (chat, bovins...). C'est une forme de pêche qui contribue au phénomène de surpêche.
En Europe, d'après les données disponibles au début des années 2000, les records de pêche minotière étaient alors au Danemark (85 %/2,2 MT) et aux Pays-Bas (10 %/260 000 T) et concernaient le sprat, le lançon et le tacaud norvégiens.

## Espèces minotières recherchées
Dans le monde, l'anchois péruvien, le capelan et le merlan bleu font partie des espèces les plus exploitées par la pêche minotière, qui les prélève par milliards pour alimenter notamment l'aquaculture. En Europe le sprat, le lançon et le tacaud norvégien dominent pour l'Europe du Nord.

## Gouvernance
Une partie des pêcheries à vocation minotière est désormais gérée par un système de quotas dont l'objectif est de limiter les risques de surpêche.

## Problèmes et limites
Les aliments pour poissons carnivores (salmonidés, bar, daurade, turbot) sont traditionnellement formulés avec des proportions importantes d’huiles et farines de poissons. Or la production d’un kilo de farine de poisson nécessite 4 kg de poisson sauvage et 1 kg d’huile de poisson 15 kg de poisson frais.[réf. nécessaire]
La pêche minotière prélève de grandes quantités de petits poissons qui devraient normalement alimenter d'autres poissons et cétacés. Elle peut ainsi indirectement aggraver les effets de la surpêche des espèces d'intérêt commercial.
Au rythme de croissance de l'aquaculture, la pêche minotière ne peut suffire aux besoins en protéine de l'aquaculture. D'autres sources de protéines (algues, ressources agricole, insectes-aliments, résidus agroalimentaires...) sont explorées comme substituts, y compris en France avec l'aide de l'INRA et d'Ifremer.
Les poissons carnivores d'élevage acceptent mal les protéines végétales. Une partie de la pisciculture pourrait donc à l'avenir faire appel à des poissons choisis ou sélectionnés pour leur capacité à accepter des nourritures d'origine végétale, dans le cadre d'une agriculture à haute performance environnementale.